# Люсілія
Люсілія

## Життєпис
Даних про життя та діяльність Люсілії відомо обмаль. Була сестрою Гая Луцилія. Одружилася на Сексті Помпеї. У шлюбі народилося двоє дітей— Помпей Страбон та Помпея. Люсілія дала життя багатьом легендарним римським діячам. Наприклад, вона була бабусею Гнея Помпея Великого по батьківській лінії та прапрабабусею першого римського імператора Октавіана Августа.
1. 1 2 3 4 5 6  Digital Prosopography of the Roman Republic